# Siegfried Mayska
Siegfried Mayska (* 1. Oktober 1946 in Stralsund) ist ein in Mönchengladbach tätiger deutscher Fotokünstler, Werbefachmann, Werbefotograf und Fotodesigner.

## Werdegang
Nach seiner Aus- und Weiterbildung im Druck- und Verlagswesen sowie in Produktionsstufen des graphischen Gewerbes war Mayska 1966 erster Scanner Operator Deutschlands. Am Scanner wurden damals Farbauszüge von Diapositiven zur Verwendung als Druckvorlage in die vier Grundfarben CMYK erstellt, im Prinzip wie ein heutiger Scanner, nur knapp 3 m breit. Ab 1969 war er in leitender Position in einer Medienagentur tätig. Seit 1971 betreibt er selbstständig eine Werbeagentur für Fotografie, Werbung und audiovisuelle Medien. Seit 1987 übernimmt er auch die Musikvermarktung und ist als Musikproduzent (Label Foxi Records LC 7814) so bei der GVL registriert. Aus seinen Castings für Musikprojekte und deren Vermarktung stellte er Musikgruppen im Pop-Bereich zusammen und nahm Einzelinterpreten unter Vertrag.

## Fotoproduktionen
Als Fotokünstler hat er Erfahrung in Planung, Gestaltung und Realisierung von Fotoproduktionen weltweit (Europa, USA, China, Thailand). Er ist Spezialist für Luftbildfotografie. Außer Fotoproduktionen im In- und Ausland fotografiert er u. a. auch Live-Porträts bedeutender Persönlichkeiten aus Politik und Wirtschaft sowie Künstler unterschiedlicher Genres, u. a. Bundeskanzlerin Angela Merkel, Thomas de Maizière, Guido Westerwelle †, Enzo Ferrari †, Jackie Stewart, Keke Rosberg, Henry Maske, Lukas Podolski, Hermann Bühlbecker (Lambertz, Aachen), Heinz Mack, La Toya Jackson, Iris Berben, Eva Padberg, Udo Lindenberg.
XXL-Wandbilder seiner Fotos auf der Basis digitaler Bildbearbeitung hängen in Unternehmen, z. B. Zentrale des Tennisverbandes Niederrhein in Essen.
Als einzigem Fotokünstler ist es ihm gelungen, das Köln-Panorama von den Kranhäusern bis zur Zoobrücke in seiner Gesamtheit auf 9 m Breite darzustellen.
1984 erfolgte eine konzeptionelle Zusammenarbeit und deren fotografische Umsetzung im künstlerischen Bereich mit James Lee Byars und den Kunstsammlern Rolf und Erika Hoffmann.

## Künstlermanager
Mit Erfahrung im Model- und Künstlermanagement sowie in Planung und Realisierung von Veranstaltungen konzipierte er u. a. die erste lebende Barbie für Mattel, die bundesweit für den Konzern tourte.
Unter Vertrag stehen auch Musiker und Models.

## Musikproduzent
Mayska produzierte und managte mit diversen Veröffentlichungen unterschiedliche Musik-Acts, z. B. die Girlgroup Sweet Lies, die über 30 TV-Auftritte hatte und eine Einladung des Kulturministeriums der Volksrepublik China zu einer Tour quer durch China erhielt. Die Auftritte erfolgten vor 3.000–12.000 Zuschauern in zahlreichen Städten, z. B. auf dem Expo-Gelände in Kunming, wo nach dem Auftritt die Einladung des dortigen Gouverneurs erfolgte, oder in dem Poly-Theater in Peking. In Kooperation mit RTL und der Lufthansa produzierte er den Musik-Clip für die Coverversion von „One Night in Bangkok“ direkt in Thailand.
Die von ihm betreute Gruppe Missing Link wurde von RTL als beste Nachwuchsgruppe ausgezeichnet und hatte Erfolge im Fernsehen und in Hitlisten. Außerdem förderte er mehrere andere musikalische Talente, darunter Wayne: Album „Out of the Darkness“, die Girl Group No Respect Maxi „Don’t talk“, Herr Frentzen, Miami Voice „Ich mach meine Augen zu“ by UNIVERSAL und Chicha „Diamonds are the Girl’s best Friend“.

## Auszeichnungen
Auszeichnung des Kulturministeriums der Volksrepublik China anlässlich des internationalen Festivals „Meet in Bejing 2001“ als Produzent der erfolgreichen Performance-Tour der deutschen Girlgroup „Sweet Lies“.

## Werke
- Stralsund-Panorama – Installation von 5 m Breite auf der Promenade Seebad Altefähr /Rügen gegenüber der Hansestadt Stralsund 2018
- Mönchengladbach – Deine Kontraste, impress media, Mönchengladbach 2015, ISBN 978-3-9817696-1-6
- Bildband Mönchengladbach (gesamt) – Bühn Verlag München 1983
- Produktion einzigartiger Zeitdokumente im Auftrag der Stadt Mönchengladbach auf 2 Zoll Videoband 1984. Image Filme – Stadt Mönchengladbach – Flughafen Mönchengladbach – Freizeit in Mönchengladbach. Sprachversionen- deutsch, englisch, französisch und chinesisch. Dokumentiert auf YouTube und Vimeo
- Ferrari Faszination auf Rädern – Enzo Ferrari 1987
- Katalogfotos für den Künstler Prof. Heinz Mack
- Videodokumentation Schaffenseinblick bei Künstler Prof. Heinz Mack 1985
- Jürgen Essers: Die Sammlung, hier: Entwicklung und Realisierung von Ausstellungskatalogen
  - Kreuzweg des Herrn, Kühlen, Mönchengladbach 2015, ISBN 978-3-87448-449-7
  - Polarität, 2010, ISBN 978-3-87448-334-6
  - Ei & Werk (pdf, 4,8 MB), 2005
- Bildband Global Citizen ART Project – Xenia Marita Riebe
- Mitentwickler und Realisator der heute allgemeingebräuchlichen „Tierpatenschaften“ zur finanziellen Unterstützung von Tiergärten und Zoos. Dokumentiert werden die Spenden in Form von Urkunden mit Spendernamen und Abbildung der Tiergattung. 2001

## Ausstellungen
Zum Thema „Kreuzweg des Herrn“ wurde seine spezielle Umsetzung des Themas in Kirchen unterschiedlicher Konfession im Rahmen der Ausstellungen mit einer Besprechung des Werkes im Rahmen der Predigt vorgestellt.